# Onorelucanus aequatorianus
Onorelucanus aequatorianus is een keversoort uit de familie vliegende herten (Lucanidae). De wetenschappelijke naam van de soort is voor het eerst geldig gepubliceerd in 1989 door Bartolozzi & Bomans.